# C.R.E.A.M.
Pour les articles homonymes, voir Cream (homonymie).
Singles de Wu-Tang Clan
Protect Ya Neck
(1993) Can It Be All So Simple
(1994)
C.R.E.A.M., acronyme de « Cash Rules Everything Around Me » (« l'argent dirige tout autour de moi » ou « le Cash Règne En maître Autour de Moi » si l'on veut conserver les initiales), est le deuxième single issu de l'album Enter the Wu-Tang (36 Chambers) du Wu-Tang Clan. Il est produit par RZA avec un sample de As Long As I've Got You par The Charmels, propulsant la chanson comme classique du hip-hop. Contrairement à la plupart des chansons de rap de cette époque, celle-ci souligne l'importance d'obtenir de l'argent, plutôt que de le dépenser. Elle montre également aux jeunes que vendre de la drogue n'est pas une bonne façon de gagner de l'argent, et que le travail et la créativité permettent de vivre mieux.
C.R.E.A.M. comporte des couplets des rappeurs Raekwon et Inspectah Deck et un refrain de Method Man. Le couplet d'Inspectah Deck est souvent considéré comme l'un de ses plus beaux, car il parvient à résumer toute sa jeunesse dans le ghetto. Les sujets qu'il couvre sont : grandir sans père, le recours à la drogue et être arrêté. Après son arrestation, Deck a une nouvelle vue sur la société, car il croit que la vie dans la société actuelle n'est « pas différente de celle dans une cellule » (« living in the world no different from a cell »), et il se rend compte de tous les problèmes de la société (les bavures policières, le racisme, le trafic de drogues, etc.). Vers la fin du couplet, Deck explique combien son séjour en prison l'a fait mûrir, et à présent il encourage les jeunes à cesser de s'affilier à la vie de la rue et à utiliser leurs talents pour s'en sortir. Le groupe de rap français IAM a par ailleurs samplé un vers de ce couplet pour l'intégrer au morceau Petit Frère (« life as a shorty shouldn't be so rough », qui signifie « pour les jeunes la vie ne devrait pas être aussi rude »). Le rapper californien Fashawn (en) a quant à lui créé un morceau intitulé "Life As a Shorty" dans lequel le refrain chanté par des enfants est "life as a shorty shouldn't be so rough". 
Le refrain chanté par Method Man a été samplé par de nombreux rappeurs. « Cream » est devenu un terme d'argot aux États-Unis pour désigner de l'argent. C.R.E.A.M. est l'un des singles du Wu-Tang Clan les plus vendus, atteignant la 60e place du Billboard Hot 100. 
Le clip de C.R.E.A.M. présente les membres du Wu-Tang au démarrage de leur carrière à Staten Island avant de passer à un mode de vie plus fastueux fait de champagne et Mercedes. Cette vidéo montre également le style de vêtements en vogue à New York au début des années 1990.
Le single C.R.E.A.M. fait partie de la liste des « 100 meilleurs singles » établie par le magazine The Source.
Plusieurs artistes y compris The Notorious B.I.G. (Notorious Thugs), 2Pac, Wyclef Jean et Akon (The Sweetest Girl), Fabolous, Fat Joe, Swizz Beatz, Rakim, Pharaohe Monch et Young Jeezy entre autres l'ont mentionné dans leurs chansons.

## Dans la culture populaire
En 2002, on peut entendre la chanson dans le film 8 Mile. Elle est présente sur le CD bonus More Music From 8 Mile accompagnant la bande originale du film. Ramin Djawadi en fait une reprise pour l'épisode Akane no Mai de la saison 2 de Westworld.
En 2023, la chanson apparait dans le film Transformers: Rise of the Beasts.